# Вуосаарі (залізниця)

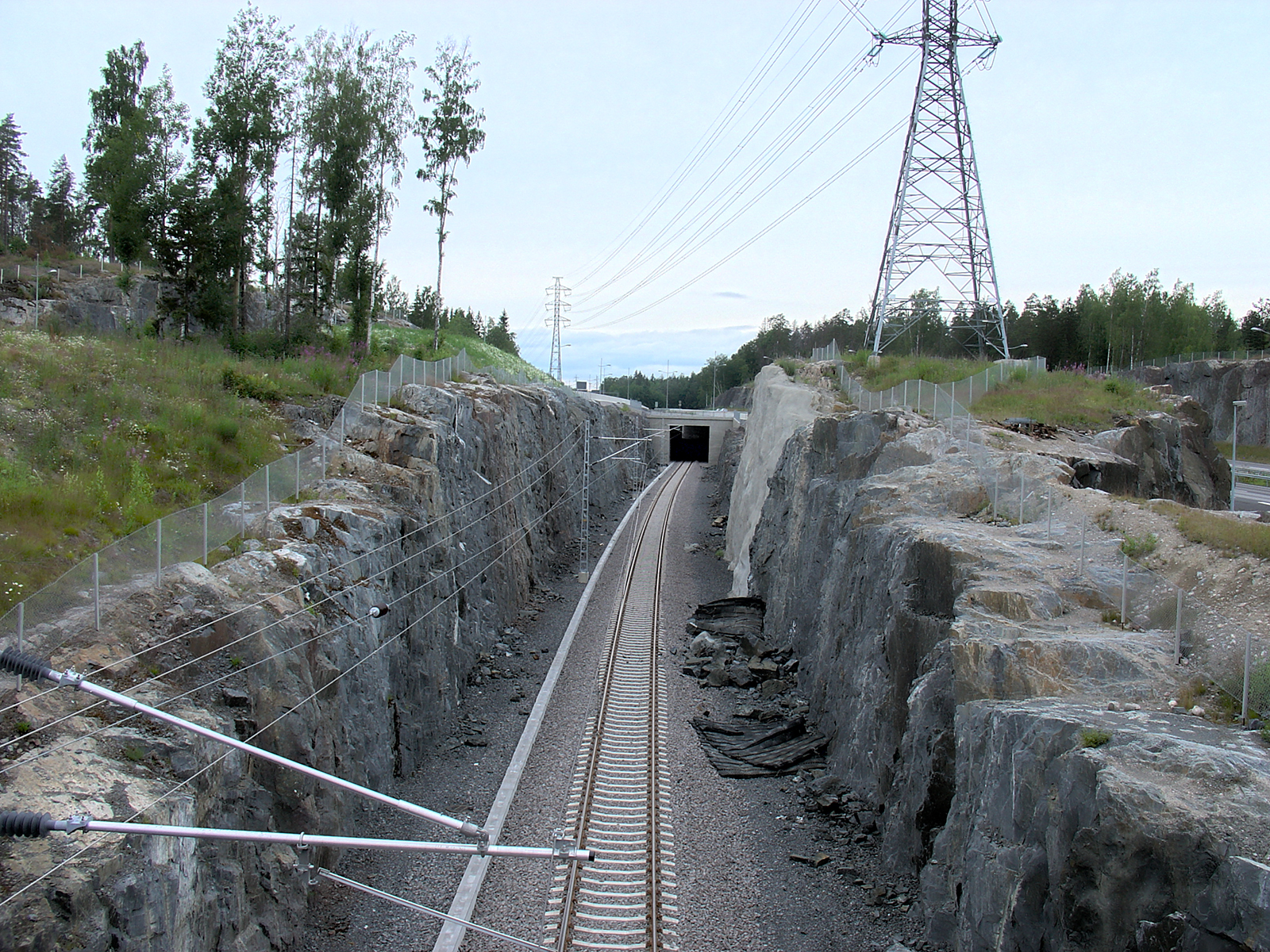
Залізниця Вуосаарі при перетині КАД ІІІ

Вуосаарі (фін. Vuosaaren satamarata, швед. Nordsjö hamnbana) — залізниця завдовжки 19 км у складі Фінських залізниць між станцією Савіо та портом Вуосаарі. Лінія — одноколійна та електрифікована вантажна з максимальною швидкістю -  80 км/год. На лінії працюють лише вантажні потяги. Лінія має два тунелі сумарно завдовжки близько 14,1 км. Дата відкриття — 2008 рік.
- Електрифікація — 25 кіловольт, 50 Гц
- Ширина колії — 1 524 мм

Лінія відгалужується від головного ходу залізниці на південь від залізничної станції Керава і проходить залізничну станцію Савіо, і далі прямує до найдовшого залізничного тунелю Фінляндії Савіо завдовжки 13,5 км. Найглибша точка закладення тунелю розташована на глибині близько 60 метрів, 20 метрів нижче рівня моря. Тунель прямує під Ленгмосаберг, Каскела, Кунінканмякі та Йоківаррен, а також вертикальні виїмки прямують через Хакуніла, Кунінканмякі, Мюракса і Леппакорві. Залізниця також проходить через 600-метровий тунель Лаббаска. Після тунелю «Лаббаска» залізниця ще перетинає Порварінлахті, після чого починається залізнична станція Вуосаарі
Кошторисна вартість залізниці склала майже 200 мільйонів євро. Проходка тунелів розпочалися в грудні 2004 року, проходка була завершена в квітні 2008 року. Залізниця була відкрита для руху 28 листопада 2008 року.